# Felix Herngren
Felix Herngren (né le 4 février 1967 à Stockholm) est un réalisateur suédois.

## Filmographie partielle

### Cinéma
- 2013 : Le Vieux qui ne voulait pas fêter son anniversaire (Hundraåringen som klev ut genom fönstret och försvann)
- 2016 : Le Vieux qui ne voulait pas payer l'addition (Hundraettåringen som smet från notan och försvann)

### Télévision
- 2017 : Notre grande famille (Bonusfamiljen) (série télévisée)
- 2021 : Complètement à cran (mini-série télévisée)